# Minaçu
Minaçu är en kommun i Brasilien.   Den ligger i delstaten Goiás, i den centrala delen av landet, 270 km norr om huvudstaden Brasília. Antalet invånare är 31 149.
Omgivningarna runt Minaçu är huvudsakligen savann. Runt Minaçu är det mycket glesbefolkat, med 2 invånare per kvadratkilometer.